# 曼韦勒-克尔恩
曼韦勒-克尔恩是德国莱茵兰-普法尔茨州的一个市镇。总面积4.90平方公里，总人口409人，其中男性191人，女性218人（2011年12月31日），人口密度83人/平方公里。